# 魚カツ
魚カツ（ぎょかつ）は、魚肉を使ったカツ・コロッケである。お魚カツ（おさかなかつ）とも。蒲鉾（かまぼこ）のカツという意味で蒲カツ、かまカツと呼ばれることもある。切り身（カジキやブリなどで、魚によってはフライと区別することもある）の状態か、コロッケと同じようにミンチにした魚肉を他の材料と練り混ぜたものをパン粉をまぶして揚げることで作られる。揚げかまぼこの一種とされることもある。

## バリエーション
ご当地料理として以下のようなバリエーションが知られている。
- 赤てん（島根県）
- がんす（広島県）
- 魚ロッケ（佐賀県）
- じゃこカツ（愛媛県）
- フィッシュカツ（徳島県）